# Babet Mader
Babet Mader (* 26. Mai 1982) ist eine deutsche Autorin von Romanen, Dialogen, Erzählungen und Gedichten.

## Leben
Babet Mader studierte 2010–2013 am Deutschen Literaturinstitut Leipzig. Zwei Romane, hungrig (2012) und Väter (2013) sowie eine Dialog-Sammlung (Dialoge, 2015) sind im Open House Verlag erschienen. Des Weiteren wurden Prosa-Texte von Babet Mader in diversen Anthologien veröffentlicht. Seit 2010 ist sie als freie Autorin tätig. Ihr Blog Briefe an Maxie ist der Versuch, im Stil der Briefe von Maxie Wander, die Gegenwart festzuhalten.
Babet Mader lebt und arbeitet in Berlin, wo sie auch aufgewachsen ist.

## Werke
- Dialoge. Mit Fotografien von Phillip Zwanzig. Open House, Leipzig 2015, ISBN 978-3-944122-14-4.
- Muldenstein. Prosa. In: Tippgemeinschaft 2014. Jahresanthologie der Studierenden des Deutschen Literaturinstituts Leipzig. Connewitzer Verlagsbuchhandlung, S. 33–36. ISBN 978-3-937799-70-4.
- Väter. Roman. Open House, Leipzig 2013, ISBN 978-3-944122-05-2.
- 1826. Prosa. In: Re-covered. Neue deutschsprachige Prosa. Herausgegeben von Carolin Beutel und Moritz Malsch. ISBN 978-3-981206-29-6
- I'm a poor lonesome cowboy. Prosa. In: Tippgemeinschaft 2013. Jahresanthologie der Studierenden des Deutschen Literaturinstituts Leipzig. Connewitzer Verlagsbuchhandlung, S. 130–133. ISBN 978-3-937799-68-1.
- hungrig. Roman. Open House, Leipzig 2012, ISBN 978-3-944122-00-7.
- Ich versteh nicht was ihr von mir wollt. Prosa. In: Tippgemeinschaft 2012. Jahresanthologie der Studierenden des Deutschen Literaturinstituts Leipzig. Connewitzer Verlagsbuchhandlung, S. 158–168. ISBN 978-3937799-64-3.
- fetzen I-VI. Gedichte. In: Tippgemeinschaft 2011. Jahresanthologie der Studierenden des Deutschen Literaturinstituts Leipzig. Connewitzer Verlagsbuchhandlung, S. 146–151. ISBN 978-3-937799-55-1.